# 溴化锰
溴化錳，化學式為MnBr2，是由錳和溴組成的化合物。

## 制备
溴化锰可以由溴和锰反应得到：
Mn + Br2 → MnBr2
锰或碳酸锰和氢溴酸反应，从溶液中可以结晶出溴化锰的水合物。其水合物存在四水合物和六水合物。六水合物在13°C分解。

## 用途
在施蒂勒反應中可用於代替鈀，和有機錫化合物共同作用，进行耦合反应。